# Dirty Looks
Dirty Looks est un groupe américain de hard rock, originaire de San Francisco, en Californie. Il est actif entre 1984 et 1996, et entre 2007 et 2011. Le groupe est originaire de San Francisco. Henrik Ostergaard est le membre principal de groupe. Il est mort à l'âge de 47 ans à Erie dans la matinée du 27 janvier 2011 de causes naturelles. Il était également le guitariste-chanteur de Rumbledog.

## Historique
Originaires de Crossfire, un cover band d'Erie, le chanteur et guitariste danois Henrik Ostergaard et son collègue et bassiste Jimmy Chartley traversent San Francisco pour former Dirty Looks en 1984. Crossfire, leur collègue de Crossfire, les rejoint un an plus tard.
Pendant leur séjour en Californie sur leur chemin pour rentrer à Philadelphie, le groupe sort un EP et trois albums indépendants avant leur signature avec la major Atlantic Records. Pour leur premier album ici, Dirty Looks comprend Paul Lidel (guitare), Jack Pyers (basse) et Gene Barnett (batterie). L'album qui en résulte, Cool from the Wire, sorti en 1988, entre au Billboard et le clip de Oh Ruby est diffusé sur MTV. Produit par Max Norman (Ozzy Osbourne, Megadeth, Lynch Mob), est considéré comme l'un des meilleurs albums de hard rock de tous les temps.
Plus tard en 1989, des conflits surviennent avec le producteur Beau Hill, mais leur deuxième album devient leur mieux classé du Billboard. Le président d'Atlantic Records et leur nouvelle équipe de management Hard to Handle (AC/DC, Thin Lizzy, Emerson, Lake and Palmer) se concertent pensant que le groupe aurait plus de succès s'il engageait un producteur qui lui ferait directement atteindre le Billboard. Beau Hill (Ratt, Warrant, Winger) est recruté pour enregistrer l'album. Les sessions de Hill sont mises de côté, et le producteur John Jansen (Britny Fox, Faster Pussycat, Cinderella) est recruté pour produire Turn of the Screw, sorti en 1989. Ils tourneront en soutien à l'album.
Leur album suivant, Bootlegs, est publié en 1991, puis le groupe se sépare en 1993 après la sortie de Five Easy Pieces. Ostergaard formera Rumbledog avec Robin Crosby de Ratt et Paul Monroe de XYZ, Lidel jouera avec les Dangerous Toys (puis Broken Teeth et Adrenaline Factor) et le bassiste Brian Perry revient en s'associant avec Jake E. Lee pour Wicked Alliance et au sein du groupe Prong.
Ostergaard commence à enregistrer sous le nom des Dirty Looks en 1994, l'album Chewing on the Bit. Il s'associe ensuite de nouveau à Rumbledog, publiant un album en 1995. Le batteur, Todd Yetter (d'American Sugar Bitch) est remplacé et non crédité. La formation continue avec le bassiste Jassen Wilber, le batteur Ron Sutton, le guitariste Mike Ondrusek et le guitariste Mike Smith. Ostergaard sort deux albums sous le nom des Dirty Looks en 1996.
Sur leur page Myspace, les Dirty Looks annoncent leur réunion en 2007, et sortent un autre album, Gasoline. Deux autres albums studio sont publiés en 2008 ; Superdeluxe et California Free Ride. À la fin 2009, Dirty Looks signe avec le label FNA Records. En 2010, ils rééditent les trois albums. Henrik Ostergaard meurt le 27 janvier 2011.

## Membres

### Anciens membres
- Henrik Ostergaard - voix, guitare (1984-1996, 2006-2011, mort en 2011)
- Paul Anthony Stage - basse (1984)
- Paul Anthony « Buck » Dulle - batterie (1984-1985)
- Scot T. Garcia - guitare (1984)
- Jimmy Chartley - basse (1984-1985)
- Boyd Baker - (1985-1986)
- Steve McConnell - batterie (1985-1986, 1993-1996, 2007)
- John Pelinski - basse (1985-1986)
- Jack Pyers - basse (1986-1990, 1991, 2007-2008)
- A.D. Adams - batterie (1986-1987)
- Chris Bensch - guitare (1987)
- Gene Barnett - batterie (1987-1990, 1993)
- Paul Lidel - guitare (1987-1994, 2007)
- Chris Caffery - guitare (1988-1989)
- Dave Naro - basse (1990-1991)
- Rick Marty - guitare (1990-1991, 1994, 1996) (mort)
- Cary Devore - batterie (1990-1991)
- Brian Perry - basse (1991-1993)
- Ed Collins - batterie (1991, 2008)
- J.Michael Davis - batterie (1991)
- Jim Harris - batterie (1991-1993)
- Keith Barrows - basse (1994-1995)
- Alex Kane - guitare (1994)
- Charlie George - batterie (1994-1995)
- John Allen - batterie (1994)
- Nicky Kay - guitare (1994)
- Idzi - basse (1994)
- Mike Ondrusek - guitare (1994-1995)
- Mike Smith - guitare (1994-1996)
- Todd Yetter - batterie (1994)
- Jassen Wilber - basse (1994-1996)
- Ron Sutton - batterie (1994-1996, 2007-2008)
- Garbiel Scott (Robison) - voix (1996)
- Mike Ohm - guitare (2007)
- Trevor Huster - guitare (2007)
- Doug Welser - batterie (2007)
- Jeremy Hummel - batterie (2007)
- Eric Brewer - guitare (2008)
- Christopher Shaner - guitare (2008-2009)
- Doug Phillips - basse (2008)
- Scott Parmenter - guitare (2009-2011)
- Greg Pianka - basse (2009-2010) (mort)
- Jeff Smith - batterie (2009)
- Bill Daily - batterie (2009-2011)

## Discographie

### Albums studio
- 1985 : Dirty looks
- 1986 : In Your Face
- 1987 : I Want More
- 1988 : Cool from the Wire
- 1989 : Turn of the Screw
- 1991 : Bootlegs
- 1992 : Five Easy Pieces
- 1994 : Chewing on the Bit
- 1994 : One Bad Leg
- 1996 : Rip It Out!
- 1996 : Slave to the Machine
- 2007 : Gasoline
- 2008 : California Free Ride
- 2008 : Superdeluxe
- 2010 : Dirty Looks
- 2010 : I.C.U.

### Single
- 1984 : Dirty Looks EP

### Album live
- 2005 : Live In San Diego

### Compilation
- 2009 : The Worst of Dirty Looks - Best of Compilation